# Seattle Seahawks 1980
La stagione 1980 dei Seattle Seahawks è stata la quinta della franchigia nella National Football League.

## Scelte nel Draft 1980
| Giro/Scelta | Giocatore        | Ruolo            | College             |
| ----------- | ---------------- | ---------------- | ------------------- |
| 1/10        | Jacob Green      | Defensive end    | Texas A&M           |
| 2/44        | Andre Hines      | Offensive tackle | Stanford            |
| 4/97        | Terry Dion       | Defensive End    | Oregon              |
| 5/127       | Joe Steele       | Running back     | Washington          |
| 5/132       | Daniel Jacobs    | Defensive End    | Winston-Salem State |
| 6/153       | Mark McNeal      | Defensive End    | Idaho               |
| 8/204       | Vic Minor        | Defensive back   | Northeast Louisiana |
| 8/207       | Jack Cosgrove    | Centro           | U. of Pacific       |
| 9/238       | Jim Swift        | Offensive Tackle | Iowa                |
| 10/265      | Ron Essink       | Offensive Tackle | Grand Valley State  |
| 10/274      | Billy Reaves     | Wide receiver    | Morris Brown        |
| 11/292      | Tali Ena         | Running Back     | Washington State    |
| 12/319      | Presnell Gilbert | Defensive Back   | U.S. International  |

## Staff
Fonte:

## Roster
| Roster dei Seattle Seahawks nel 1980 |
| --- |
| Quarterback - 12 Sam Adkins - 16 Steve Myer - 10 Jim Zorn Running Back - 36 Larry Brinson - 33 Dan Doornink - 24 Al Hunter - 43 Jim Jodat FB - 30 Lawrence McCutcheon - 32 Jeff Moore - 34 Jim Walsh Wide Receiver - 86 Jessie Green - 80 Steve Largent - 84 Sam McCullum - 83 Steve Raible Tight End - 81 John Sawyer Offensive Linemen - 76 Steve August T - 72 Louis Bullard T - 64 Ron Essink T - 73 Andre Hines T - 54 Art Kuehn C - 61 Tom Lynch G - 78 Bob Newton G - 70 Jeff Sevy T - 51 John Yarno C Defensive Linemen - 63 Fred Anderson DE - 82 Mark Bell DE - 67 Bill Cooke DT - 62 Terry Dion DE - 79 Jacob Green DE - 77 Bill Gregory DE - 75 Robert Hardy DT - 74 Manu Tuiasosopo DT Linebacker - 58 Terry Beeson - 53 Keith Butler - 55 Michael Jackson - 52 Joe Norman - 59 Terry Rennaker - 56 Tim Walker Defensive Back - 22 Dave Brown CB - 25 Don Dufek S - 44 John Harris S - 26 Kerry Justin CB - 21 Vic Minor - 42 Keith Simpson S - 38 Cornell Webster CB Special Team - 1 Efrén Herrera K - 41 Will Lewis KR - 18 Herman Weaver P Lista delle riserve - 85 Mike Allen WR (IR) - 68 Dennis Boyd DT (IR) - 57 Pete Cronan LB (IR) - 50 Jack Cosgrove C (IR) - 89 Mark McGrath WR (IR) - 16 Steve Myer QB (IR) - 88 Brian Peets TE (IR) - 47 Sherman Smith RB (IR) 49 attivi, 0 inattivi, 0 nella squadra di allenamento |
| Legenda - I rookie sono in corsivo. - Il primo ruolo è il principale mentre gli eventuali successivi indicano i ruoli secondari. - (IR) sta per Injured Reserve ed indica la lista ristretta per un solo giocatore infortunato che può tornare ad allenarsi dopo la settimana 6 e a rientrare in prima squadra dopo che questa ha giocato 8 partite. - (NF-Inj.) / (NF-Ill.) stanno rispettivamente per Non-Football Injured e Non-Football Illness ed indicano le liste dove viene inserito un giocatore che ha un infortunio o una malattia non dipendente dal football americano. - (PUP) sta per Physically Unable to Perform ed indica la lista dove viene inserito un giocatore mentre è in attesa di recuperare la condizione fisica. Nella stagione regolare dopo la sesta partita giocata dalla propria squadra, il giocatore ha tempo tre settimane per riprendere ad allenarsi, più tre settimane aggiuntive dal suo rientro agli allenamenti per rientrare in prima squadra. |

## Calendario
| Turno | Data       | Avversario            | Risultato | Stadio                             | Record | Pubblico |
| 1     | 7/9/1980   | San Diego Chargers    | S 13-34   | Kingdome                           | 0-1    | 62.042   |
| 2     | 14/9/1980  | @ Kansas City Chiefs  | V 17-16   | Arrowhead Stadium                  | 1-1    | 42.403   |
| 3     | 21/9/1980  | New England Patriots  | S 31-37   | Kingdome                           | 1-2    | 61.035   |
| 4     | 28/9/1980  | @ Washington Redskins | V 14-0    | Robert F. Kennedy Memorial Stadium | 2-2    | 53.263   |
| 5     | 5/10/1980  | @ Houston Oilers      | V 26-7    | The Astrodome                      | 3-2    | 46.860   |
| 6     | 12/10/1980 | Cleveland Browns      | S 3-27    | Kingdome                           | 3-3    | 61.366   |
| 7     | 19/10/1980 | @ New York Jets       | V 27-17   | Shea Stadium                       | 4-3    | 52.496   |
| 8     | 26/10/1980 | @ Oakland Raiders     | S 14-33   | Oakland-Alameda County Coliseum    | 4-4    | 50.185   |
| 9     | 2/11/1980  | Philadelphia Eagles   | S 20-27   | Kingdome                           | 4-5    | 61.047   |
| 10    | 9/11/1980  | Kansas City Chiefs    | S 30-31   | Kingdome                           | 4-6    | 58.976   |
| 11    | 17/11/1980 | Oakland Raiders       | S 17-19   | Kingdome                           | 4-7    | 60.480   |
| 12    | 23/11/1980 | @ Denver Broncos      | S 20-36   | Mile High Stadium                  | 4-8    | 73.274   |
| 13    | 27/11/1980 | @ Dallas Cowboys      | S 7-51    | Texas Stadium                      | 4-9    | 57.540   |
| 14    | 7/12/1980  | New York Giants       | S 21-27   | Kingdome                           | 4-10   | 51.617   |
| 15    | 13/12/1980 | @ San Diego Chargers  | S 14-21   | San Diego Stadium                  | 4-11   | 49.980   |
| 16    | 21/12/1980 | Denver Broncos        | S 17-25   | Kingdome                           | 4-12   | 51.853   |

## Classifiche
| AFC West              | AFC West | AFC West | AFC West | AFC West | AFC West | AFC West | AFC West | AFC West | AFC West |
|                       | V        | S        | P        | %        | DIV      | CONF     | PF       | PS       | Str.     |
| --------------------- | -------- | -------- | -------- | -------- | -------- | -------- | -------- | -------- | -------- |
| San Diego Chargers(1) | 11       | 5        | 0        | .688     | 6–2      | 9–3      | 418      | 327      | V2       |
| Oakland Raiders(4)    | 11       | 5        | 0        | .688     | 6–2      | 9–3      | 364      | 306      | V2       |
| Kansas City Chiefs    | 8        | 8        | 0        | .500     | 4–4      | 6–8      | 319      | 336      | V1       |
| Denver Broncos        | 8        | 8        | 0        | .500     | 3–5      | 5–7      | 310      | 323      | V1       |
| Seattle Seahawks      | 4        | 12       | 0        | .250     | 1–7      | 3–9      | 291      | 408      | S9       |

## Leader della squadra
| Leader della squadra   |                            |       |
| Categoria              | Giocatore                  | N.    |
| Yard passate           | Jim Zorn                   | 3.346 |
| Touchdown passati      | Jim Zorn                   | 17    |
| Yard corse             | Jim Jodat                  | 632   |
| Touchdown su corsa     | Jim Jodat                  | 5     |
| Ricezioni              | Steve Largent              | 66    |
| Yard ricevute          | Steve Largent              | 1.064 |
| Touchdown su ricezione | Steve Largent Sam McCullum | 6     |
| Sack                   | Jacob Green                | 6,0   |
| Intercetti             | Dave Brown John Harris     | 5     |